# 古屋佐久左衛門
古屋 佐久左衛門（ふるや さくざえもん）は、江戸時代末期（幕末）の幕臣、兵学者。旧名は高松勝次、諱は智珍。実弟に高松凌雲がいる。箱館戦争で負傷し37歳で死去。

## 生涯
天保4年（1833年）、筑後国御原郡古飯村（現・福岡県小郡市）の庄屋の次男として生まれる。
百姓を嫌い、嘉永4年（1851年）、19歳の時に医学を志して長崎、大阪に向かうが、自分が医者に適さないと知り、江戸に出て洋学や剣術を学んだ。外国奉行・旗本川勝広道に刻苦勉励を認められ、安政4年4月、27歳で御家人の古屋久左衛門の婿養子となり、古屋佐久左衛門と名乗る。古屋家の初代は長左衛門で、1677年（延宝5年）5月6日に没している。
1861年に神奈川奉行所の運上所の定役となる。野毛の官舎に住み、長老派宣教師やヘボンに英語や洋学を学ぶ。文久2年（1863年）には、神奈川奉行所通訳となった。この年の4月6日、日本人の子供がイギリス人騎乗の馬に蹴られて負傷する事件が発生した。古屋は怪我をした子供の親に代わり、交渉役を買って出て英国領事から治療代を支払わせることに成功した。
佐久左衛門の能力は幕府でも重視され、元治元年（1864年）、英学所教授方助、慶応元年（1865年）には、西洋式軍隊訓練場である太田陣屋の普請係となった（慶応2年春に竣工）。慶応2年（1866年）2月、歩兵差図役に任じられ、慶応3年（1867年）、軍艦役並勤方を命ぜられる。4月に伝習隊が江戸に移ると、越中島などにて幕府陸軍の訓練を担当した。
横浜に駐屯していたイギリスの軍隊に用兵術を学び、沼間慎次郎らとともに『英国歩兵操典』や『歩兵操練図解』など、日本で初めて外国兵書を翻訳し、一躍その名が幕内に響いた。なお、このときの部下に今井信郎がいる。英語のほかオランダ語・ロシア語も習得し、漢学・蘭学・ロシア学・算術・砲術・剣術など各種の武芸・学問を修めた。また幕府の兵だけでなく、諸藩の者にも英国式操練を指導し、薩摩藩や久留米藩の軍艦購入を斡旋している。洋学者として門弟100人以上といわれた。

### 戊辰戦争
戊辰戦争開戦時は幕府陸軍で歩兵差図役頭取の要職にあった。慶応4年（1868年）2月5日から7日にかけて、鳥羽・伏見の戦いで指揮官佐久間信久が戦死した第11連隊と、同じく戦死した窪田鎮章の第12連隊の残存兵力約1,000人が麹町三番町の兵舎から脱走した。その後、逃亡や捕縛などでその数は半数に減ったものの、約500人が下野方面に屯ろしていた。
2月10日頃、佐久左衛門は陸軍総裁・勝海舟の許可を得て、元京都見廻組の今井信郎らと共に脱走兵取締のために江戸を出発し、塩谷郡佐久山宿（現在の栃木県大田原市佐久山）にて脱走兵を説得し帰順させる。佐久左衛門は、良民を虐げたり財産を奪うなどの行いをしたものは死罪とするなどの法令を定める一方、彼ら脱走兵に陣笠をかぶせるなど幕軍としての意識を持たせ、代官から千両を得てそれを彼らに分配して身分を保証した。それらを忍藩に預けて自身は江戸に戻ると、歩兵頭並に任じられて信濃鎮撫の命令を受け、3月上旬に新たに500人の兵を率い、先に帰順した400名と合流、武蔵羽生陣屋に入り、900名の部隊を結成する。8日には羽生を出発し、下野国梁田郡梁田宿に入るが、翌9日未明に古屋隊は大垣藩兵を主力とする官軍の奇襲攻撃を受け、62名の死者を出して敗走した（梁田の戦い）。

### 北上
翌日、鹿沼にて部隊を再編成し、藤原を経て22日には、会津に入り松平容保に謁見し、24日には部隊名を衝鋒隊に改める。翌25日には、若松城下を発ち、水原をへて4月1日、新潟に着いた。その後、11日には、与板へ移動、与板藩から軍資金の提供を受け、高田を経て、飯山城を信濃平定の拠点にすべく、23日には飯山城下へと迫った。25日、衝鋒隊と、官軍の松代・尾張藩兵との間に戦闘が始まった。戦いの前半は衝鋒隊が優勢であったが、玉虫色の態度を示していた飯山藩が、衝鋒隊に対して突然発砲、衝鋒隊は総崩れになり敗北した（飯山戦争）。越後へ退却すると、高田藩の裏切りにあって襲撃され、衝鋒隊は四分五裂となり敗走した。しかし小千谷にて再結集し、閏4月27日からの鯨波戦争では小千谷市南方に位置する雪峠にて会津軍と共によくこれを守ったが、官軍の3度に渡る波状攻撃を受け、小千谷を放棄、片貝村へと退いた（その後の展開は北越戦争参照）。

### 最期
その後、衝鋒隊は8月末まで、越後国で交戦を続けていたが、翌9月には米沢藩の降伏、若松城下に官軍が進出するなどの状況になり、会津方面に撤退。若松城籠城軍と合流を試みるも、城は包囲されており、福島を経て、9月14日、白石に到着。10月10日には、石巻から榎本艦隊に合流し箱館に向かった。蝦夷共和国では歩兵頭に就任。明治2年（1869年）5月12日、箱館五稜郭で新政府軍軍艦による艦砲射撃の直撃を受けて重傷を負い、弟・凌雲の函館病院に収容された。その6日後の18日、五稜郭は開城・旧幕府軍は降伏した。佐久左衛門は凌雲による治療の甲斐無く1ヶ月後の6月14日に死去した。享年37。

## 故郷での顕彰
幕末屈指の兵学者であり、弟の高松凌雲は最先端の医学者で兄弟ともに尊ばれたが、旧幕臣であるために明治維新から軍国昭和の時代にいたる皇国史観の中では国賊とされ、故郷においても2人の功績は語られる事もなかったが、古屋の朋輩だった今井信郎の子孫が記した伝記をきっかけに、100年を過ぎた1975年に、古屋・高松兄弟の功績が顕彰され、小郡市古飯の実家の庭先に「幕将古屋佐久左衛門誕生之地」と記した碑が建てられた。

## 親族
- 妻：勢い　1928年10月29日没　享年90
- 子：庚次郎
- 孫：勝
- 曽孫：恒雄

## 参考書籍
- 長谷川伸『佐幕派史談』「古屋 佐久左衛門」中公文庫 1976年
- 真下菊五郎 『明治戊辰梁田戦績史』 マツノ書店、2010年1月、復刻版。
- 小川恭一編『寛政譜以降旗本家百科事典』東洋書林　1997-1998年。
- アクロス福岡文化誌編纂委員会編 『福岡県の幕末維新』 海鳥社、2015年。
- 林洋海　『シリーズ藩物語久留米藩』 2010年1月10日、現代書館。

## 登場作品
ドラマ
- 『五稜郭』（1988年、日本テレビ年末時代劇スペシャル、演：竜雷太）

小説
- 高橋義夫 『五稜郭の兄弟』 新人物往来社、1994年。
- 東郷隆 『我餓狼と化す』 実業之日本社、2006年。